# Koivukylä vasútállomás
Koivukylä vasútállomás Finnországban, Vantaa településen található.

## Vasútvonalak
Az állomást az alábbi vasútvonalak érintik:
- Helsinki–Riihimäki-vasútvonal

## Kapcsolódó állomások
A vasútállomáshoz az alábbi állomások vannak a legközelebb:
- Hiekkaharju vasútállomás (Helsinki Central, Helsinki–Riihimäki-vasútvonal, K Helsinki - Kerava, T Helsinki - Riihimäki)
- Rekola vasútállomás (Riihimäki vasútállomás, Helsinki–Riihimäki-vasútvonal, T Helsinki - Riihimäki)
- Rekola vasútállomás (Kerava vasútállomás, K Helsinki - Kerava)